# Відділ Q (серія фільмів)
Ві́дділ Q (дан. Afdeling Q) — серія фільмів за романом Юссі Адлер-Олсена.

## Сюжет
Детектив Карл Мерк працює в поліції Копенгагена. Його спрямовують в новостворений відділ нерозкритих справ — «Відділ Q», який був створений для впорядкування нерозкритих архівних справ. Але декілька з них викликають інтерес у Карла. Він та його колега Асад починають повномасштабне розслідування.

## Екранізація
| Книга            | Рік  | Оригінальна назва фільма | Українська назва фільма        | Рік               |
| ---------------- | ---- | ------------------------ | ------------------------------ | ----------------- |
| Kvinden i buret  | 2011 | Kvinden i buret          | Містеріум. Початок             | 2013              |
| Fasandræberne    | 2012 | Fasandræberne            | Містеріум. Мисливці на фазанів | 2014              |
| Flaskepost fra P | 2013 | Flaskepost fra P         | Містеріум. Темрява в пляшці    | 2016              |
| Journal 64       | 2014 | Journal 64               | Містеріум. Журнал 64           | 2018              |
| Marco Effekten   | 2015 | Marco Effekten           | Містеріум. Ефект Марко         | 2021              |
| Den Grænseløse   | 2016 | Den grænseløse           | Безкраїй                       | 2024              |
| Selfies          | 2017 | ще не реалізовано        | ще не реалізовано              | ще не реалізовано |
| Offer 2117       | 2019 | ще не реалізовано        | ще не реалізовано              | ще не реалізовано |

## Актори і персонажі
| Персонаж       | Фільм              | Фільм                          | Фільм                       | Фільм                | Фільм                  |
| Персонаж       | Містеріум. Початок | Містеріум. Мисливці на фазанів | Містеріум. Темрява в пляшці | Містеріум. Журнал 64 | Містеріум. Ефект Марко |
| -------------- | ------------------ | ------------------------------ | --------------------------- | -------------------- | ---------------------- |
| Карл Мерк      | Ніколай Лі Кос     | Ніколай Лі Кос                 | Ніколай Лі Кос              | Ніколай Лі Кос       | Ульріх Томсен          |
| Асад           | Фарес Фарес        | Фарес Фарес                    | Фарес Фарес                 | Фарес Фарес          | Закі Юсеф              |
| Роуз           | —                  | Йоханна Луїза Шмідт            | Йоханна Луїза Шмідт         | Йоханна Луїза Шмідт  | Софі Торп              |
| Маркус Якобсен | Сьорен Пільмарк    | Сьорен Пільмарк                | Сьорен Пільмарк             | Сьорен Пільмарк      | Н/Д                    |

## Сприйняття
«Містеріум. Журнал 64» (2018) став найуспішнішим датським фільмом за всю історію, із касовим збором 72,500,000 DKK, другим став «Містеріум. Мисливці на фазанів» (2014) із 68,1 млн. DKK, четвертим «Містеріум. Темрява в пляшці» (2016) із 64,3 млн. DKK, і п’ятим «Містеріум. Початок» (2012) із 59,01 млн. DKK.